# Нараянгандж (округ)
Нараянгандж (бенг. নারায়ণগঞ্জ জেলা, англ. Narayanganj District) — округ на востоке Бангладеш, в области Дакка. Образован в 1984 году. Административный центр — город Нараянгандж. Площадь округа — 760 км². По данным переписи 2001 года население округа составляло 2 138 492 человека. Уровень грамотности взрослого населения составлял 39,84 %, что немного ниже среднего уровня по Бангладеш (43,1 %). 92,59 % населения округа исповедовало ислам, 6,43 % — индуизм.

## Административно-территориальное деление
Округ состоит из 5 подокругов.
Подокруга (центр)
1. Арайхазар (Арайхазар)
2. Сонаргаон (Сонаргаон)
3. Бандар (Бандар)
4. Нараянгандж-Садар (Нараянгандж)
5. Рупгандж (Рупгандж)